# Hoa hậu Hoàn vũ Panama 2022
Hoa hậu Hoàn vũ Panama 2022 là cuộc thi Hoa hậu Hoàn vũ Panama đầu tiên, được tổ chức để chọn đại diện của Panama tham gia cuộc thi Hoa hậu Hoàn vũ. Đây là phiên bản đầu tiên của cuộc thi Hoa hậu Hoàn vũ Panama được gia hạn, sau khi tổ chức Hoa hậu Hoàn vũ trao giấy phép cho nhà sản xuất sự kiện Ricardo Canto, người được chỉ định là giám đốc mới của cuộc thi vào năm 2022.

## Tổ chức
Năm 2022, Tổ chức Señorita Panama mất quyền tổ chức cuộc thi Hoa hậu Hoàn vũ. Ricardo Canto có được quyền của danh hiệu "Hoa hậu Hoàn vũ Panamá", tạo ra một cuộc thi mới sẽ chọn ra đại diện tham gia Hoa hậu Hoàn vũ một cách riêng biệt.

### Kết quả cuối cùng
| Kết quả cuối cùng           | Thí sinh tham gia                 |
| --------------------------- | --------------------------------- |
| Hoa hậu Hoàn vũ Panama 2022 | Herrera - Solaris Barba           |
| Á hậu 1                     | Panamá Centro - Alina López Reyna |
| Á hậu 2                     | Coclé - Adaluz Perea Vieto        |

## Ban giám khảo
- Claudia De Villalba: Nữ doanh nhân.
- Eduardo Lowe: Đồng biên tập và Giám đốc sáng tạo của tạp chí The Reviewer.
- Gladys Brandao: Hoa hậu Panama 2015.
- David Bobadilla: Nhà tạo mẫu và chuyên gia trang điểm.
- Gina Faarup De Cochez: Nhà sản xuất, diễn viên điện ảnh và sân khấu.
- Rina Laxman Aswani: Nữ doanh nhân.

## Danh sánh thí sinh tham gia
Đây là những thí sinh tham gia năm nay:
| Đại diện      | Thí sinh tham gia                  | Tuổi | Quê nhà          |
| ------------- | ---------------------------------- | ---- | ---------------- |
| Panamá (city) | María José Pérez Alonzo            | 18   | Ciudad de Panamá |
| Coclé         | Adaluz Perea Vieto                 | 27   | Penonome         |
| Panamá        | Yarielis Noemy Díaz Vega           | 18   | Ciudad de Panamá |
| Panamá        | Shatzelym Rodríguez Campos         | 19   | Ciudad de Panamá |
| Panamá City   | Alina López Reyna                  | 25   | Ciudad de Panamá |
| Herrera       | Lilena Lourdes Rodríguez González  | 22   | Chitré           |
| Herrera       | Solaris De la Luna Barba Cañizales | 23   | Chitré           |
| Panamá        | Hazel Nair Quinn García            | 22   | Ciudad de Panamá |
| Panamá        | Walkiria Isabel Reina Sánchez      | 23   | Ciudad de Panamá |
| Panamá        | Gabriela Alejandra Hernández Gómez | 23   | Ciudad de Panamá |